# Деснобрежна Украйна
Деснобрежна Украйна (на украински: Правобере́жна Украї́на) е историческо и географско название на административно-политическо образувание, намиращо се на десния бряг на река Днепър. Образува се след разделянето на Казашкото хетманство на две части по поречието на река Днепър, от където идват и алтернативните обозначения – Деснобрежно Хетманство или Деснобрежна Хетманщина. Управлява се от хетмана на Запорожката войска.
По силата на Андрусовският договор от 1667 г. и Вечният мир (1686 г.) Казашкото хетманство е разделено на две части – Левобрежна Украйна и Дяснобрежна Украйна (по течението на река Днепър), като първата е подвластна на Московското царство, а втората на Полско-литовската държава.
Названието се среща в историческите документи от втората половина на XVII и началото на XVIII век.

## Територия
Деснобрежна Украйна заема територията на съвременните Винишка, Житомирска, Кировоградска, Киевска, Хмелницка, Ровненска, Волинска и частично Черкаска области.
На изток територията на Деснобрежна Украйна граничи с река Днепър, на север достига до река Припят, на запад – до Полесието и Подолието, което до 1672 г. принадлежи на Деснобрежна Украйна. На юг обхваща средното течение на река Днестър, Южен Буг и Днепър.
Главни центрове са градовете Чихирин (до края на 1670-те), Немиров (до края на 1680-те) и Фастов (до края на 1700-те). Към най-големите градове спадат Била Церква, Богуслав, Брацлав, Виница, Животив, Житомир, Корсун, Уман, Черкаси.
Територията е разделена на 11 полка (териториална административна единица), като се запазва съществуващото административно устройство до момента на разделяне на Малорусия – Белоцерковски (до 1674), Брацлавски (до 1712), Винишки (до 1712), Канивски (до 1712), Корсунски (до 1712), Могильовски (1674 – 76), Подолски (до 1712), Паволочски (до 1674), Умански (до 1674), Черкаски (до 1676) и Чихирински (до 1680-те).

## Население
Етническият състав на населението е доминиран от украинци, въпреки че непрекъснатите войни, които довеждат до икономически упадък на региона, възпрепятстват естественото възпроизводство. В средата на 1670-те години, поради честите военни действия и насилствено преселване, Деснобрежна Украйна е загубила около 70% от населението си. Общата дължина на границите ѝ през XVIII век е 3116 км, а площта на заеманата територия – 160 000 км2. В по-старите мирни времена е описвана като „млечни реки, течащи в медните брегове“.
Природната среда оказва влияние върху формирането на народния манталитет и населението е доминирано от типа земеделец-воин, който високо цени собствената си свобода. През вековете благоприятното географско разположение, богатите на чернозем земи и отличните природни условия я превръщат във „вкусна хапка“, която привлича както заселници, така и нашественици.
В резултат на принудително изселване от 1711 – 1714 г. народът губи своя елит – казашкото офицерство. Част от старата украинска аристокрация е унищожена, а друга се мести в Левобрежна Украйна. Някои от останалите приемат католическата вяра. Малкият процент от останалото в страната православно духовенство не винаги може да се противопостави на полската държавна религия – католицизма и почти не влияе на политическото развитие на градовете. Най-големите социални слоеве – селяните, са предимно свободни, но протичащите процесите на развитие все повече ограничават правата им. Втората по големина етническа група са поляците, наброяващи около 270 хиляди. През 18 век те, заедно с евреите, заемат водещи позиции в политическия и икономически живот на десния бряг на Днепър.
След второто преминаване под полска власт, за да запазят позициите си, представителите на казашките старейшини, останали в Деснобрежна Украйна, както и православната шляхта приемат католицизма. Градското население се състои от 70 – 80% евреи и част от тях се преселва в провинцията, където наемат поземлени владения от представители на шляхтата. До 1793 г. населението на Деснобрежна Украйна наброява над 3 милиона души. Според преброяването от 1795 г. населението, броят на което постоянно се променя, е 3 421 935 души. Преобладаващото мнозинство са православни украинци, около 200 хиляди са поляци католици и около 200 хиляди са евреи. В украинските земи живеят и малки етнически групи, включващи общности от власи, молдовци, татари, арменци, караити и гърци.

## Под властта на Жечпосполита
Периодът от смъртта на Богдан Хмелницки през 1657 до 1687 г. е известен в украинската история като Руина (Разруха). Той е белязан от разпадането на държавата, междуособици, разделянето на територията по река Днепър между Жечпосполита и Руската държава и поредица от чуждестранни намеси.
През 1660 г. пълководецът Василий Шереметев тръгва с голям руски отряд срещу Полша. Казаците на хетман Юрий Хмелницки също участват в тази кампания. При битката край Слободище, Хмелницки претърпява поражение от войската на Жечпосполита и не успява да се съедини с армията на Шереметев, която също е разбита при Чуднив. Без възможност за избор, през октомври Хмелницки подписва с Жечпосполита Слободищенския договор, според който се задължава да действа като съюзник на поляците и да се сражава срещу Руската държава. Казаците от левия бряг не признават договора, смятат Хмелницки за предател, поради което той е принуден да избяга на десния бряг. Там Юрий Хмелницки всъщност става първият хетман на Деснобрежна Украйна, която се оказва под властта на Жечпосполита.

## Война на бреговете

### Начало
Историята на Деснобрежна и Левобережна Украйна е тясно свързана с въстанието на Богдан Хмелницки от 1648 – 1657 г. Дотогава техните територии са част от Великото литовско княжество, а по-късно, след образуването на Жечпосполита (1569 г.), попадат под властта на полската корона. Деснобрежна и Левобрежна Украйна всъщност стават сърцето на младата украинска държава.
В периода 1654 – 1667 г. Запорожката Сеч, основана през 1553 г., се разделя на три части, отделни една от друга и с различна автономия – Левобрежна Украйна, Деснобрежна Украйна и Запорожка войска. Административно-политическото разделяне на Украйна на Деснобрежна и Левобережна става през 1663 г., когато на двата бряга на Днепър вече има двама различни хетмани – Иван Брюховецки на левия бряг и Юрий Хмелницки на десния. Всяка от съседните страни – Жечпосполита, Московското царство и Османската империя, се опитват да решат проблема с нейното „наследство“ в своя полза. Това разделение окончателно се потвърждава с Андрусовското примирие от 1667 г., според което границата между Русия и Жечпосполита минава основно по река Днепър. Левобрежна Украйна остава под управлението на Руската държава, а Деснобрежна – под Полско-литовско.
В съюз с полски, турски и татарски войски деснобрежните хетмани няколко пъти правят опити да подчинят Левобережна Украйна. Това предизвиква реакциите на левобережните хетмани, а войната между тях остава известна в историята като Война на бреговете. През 1663 – 1664 г. деснобрежният хетман Павло Тетеря участва в похода на полския крал Ян II Кажимеж срещу Левобережна Украйна. След завръщането на полските войски в Жечпосполита, военните действия са прехвърлени на територията на Деснобрежна Украйна и Тетеря сам трябва да отблъсква атаките на отрядите на атамана Иван Сирко и московския военачалник Григорий Косагов.

### Петро Дорошенко
През януари 1666 г. за хетман на Деснобрежна Украйна е избран Петро Дорошенко. Той насърчава заселването на опустошените южни райони на десния бряг и последователно защитава интересите на казашката държава. Стреми се да укрепи властта си на десния бряг и постепенно да премине към обединяване на всички украински земи в една държава. През февруари съветът на старейшините подкрепя политическата програма, предложена от него. Основните точки в нея са изгонването на поляците от Украйна, сключване на съюз с Кримското ханство и обединяване на Левобрежна и Деснобрежна украйна под негово управление. Създава постоянна армия, наброяваща около 20 хиляди сердюци – войска от казашки наемници, пехотинци. През декември 1666 г. Дорошенко, заедно с татарските войски, унищожава шестхиляден полски отряд край Браила и Брацлав.
Една година по-късно Между Русия и Жечпосполита е подписан Андрусовският мирен договор, според който Деснобрежна Украйна остава под властта на Полското кралство. Договорът шокира Дорошенко и деснобрежните казаци и ги подтиква да възобновят военните действия срещу Полша. В началото на 1668 г., на съвета на старейшините в Чихирин, той отново повдига въпроса за обединението на Хетманството, този път под егидата на Османската империя. Същото решение взима и съветът на левия бряг. Антимосковското въстание обхваща Левобережна и Слободска Украйна. Оглавявано е от Брюховецки, който се опитва да запази властта си. В началото на март 1668 г. московските губернатори са прогонени от повечето левобрежни градове, а Иван Сирко очиства от московчани цялата Слободска Украйна, с изключение на Харков. Това кара Дорошенко да потегли на изток с надеждата да обедини украинските земи и преминава Днепър. В същото време казаците в един от военните лагери в Полтавска област убиват Брюховецки и избират Дорошенко за хетман и на двете страни на Днепър. Новоизбраният хетман обаче не успява да укрепи властта си. Московската държава заплашва от север, а войските на Жечпосполита настъпват от запад. Това принуждава Дорошенко да се върне на десния бряг и оставя на лявата страна на Днепър черниговския полковник Демян Многогришни като временно изпълняващ длъжността хетман. Дорошенко разчита, че заедно ще завършат освобождаването на Украйна и ще организират защитата на украинските земи от руското управление. Като противопоставяне на агресивната политика на Русия и Жечпосполита, на Корсунската рада през март 1669, старейшините и Дорошенко решават да признаят Деснобережна Украйна за турски протекторат. Дорошенко подписва споразумение с османското правителство за признаването на деснобрежните казаци за поданици на Османската империя.
В началото на август 1671 г. полската армия отново започва военни действия срещу Украйна. В средата на октомври Жечпосполита успява да наложи господство си над част от Деснобрежна Украйна, а в края на октомври полският крал Михал Корибут Вишневецки официално утвърждава за хетман на завзетата територия уманския полковник Михайло Ханенко.

### Бучачки договор
В края на май 1672 г. около 120-хилядна османска армия, водена от султан Мехмед IV, тръгва към Брацлав срещу поляците. Така започва поредната война на територията на Деснобрежна Украйна. Украинците участват в нея на страната и на двете армии – Дорошенко се бие на страната на Турция, а Ханенко – на Полша. На 18 август 1672 г. обединените украинско-турско-татарски сили превземат мощната крепост Каменец Подолски и се прехвърлят в Галиция. В началото на септември е обкръжен Лвов. Поради липса на средства за продължаване на войната, полското правителство предлага мир.
На 7 октомври 1672 г. между Жечпосполита и Османската империя е сключен Бучачкият мирен договор, според който поляците се отказват от правата си върху украинските територии. Деснобрежна Украйна е разделена на три части. Подолието става част от Османската империя и остава такава до 1699 г. Брацлавската и южната част на Киевската област остават владение на Деснобрежна Украйна под водачеството на Дорошенко, който признава върховната власт на турския султан. Жечпосполита получава Галиция, Волиния и северната част на областта около Киев.
Договорът не донася желания мир на Деснобрежна Украйна, тъй като Полша не се отказва окончателно от загубените украински земи и търси начини да си ги върне. В същото време Русия възприема Бучачкия договор като отказ от страна на Полша от правата ѝ върху Деснобрежна Украйна.

### Продължение на войната
Руското правителство решава да се възползва от възможността да завземе Деснобрежна Украйна, без да нарушава Андрусовското примирие. През май 1673 г., с одобрението на руския цар, левобрежният хетман Иван Самойлович изпраща военен отряд към град Канив в Деснобрежна Украйна. Отрядът обаче се среща с татарите и е разбит. През януари 1674 г. започва нова кампания с 80 000 войници, ръководена от Самойлович и Григорий Ромодановски, командир на руската армия в Украйна. Подчинени са всички деснобрежни полкове, с изключение на Чихиринския. Превзети са градовете Крилов, Черкаси, Канив и други селища, а тяхното население се заклева във вярност към московския цар. През февруари при Самойлович пристига Михайло Ханенко и също полага клетва за вярност към Москва. На 17 март 1674 г. в Переяслав Ромодановски свиква съвет за избор на хетман на почти завладяната Деснобрежна Украйна, на който присъстват представители на 10 полка. Избран е Самойлович, който по този начин става хетман на териториите и от двете страни на Днепър. Това събитие обаче не може да се нарече успешно, тъй като предизвиква турска агресия, в резултат на което населението на Десния бряг претърпява нови страдания и бедствия.
Малко по-късно Дорошенко напада, първо с помощта на татарите, а след това – и на турците. Военните действия се възобновяват и постепенно започва връщане на някои от падналите градове обратно към Деснобрежна Украйна. На 23 юли 1674 г. Самойлович и Ромодановски започват обсада на град Чихирин, която продължава до 9 август. С оглед на слуховете за приближаването на турски войски, обсадата е вдигната и руската войска, заедно с тази на Левобрежна Украйна се оттегля към Черкаси, опожарява града и се установява край Канив. Развръзката на борбата между двамата хетмани става едва през 1676 г. През август Самойлович тръгва на нов поход към Чихирин и след кратка битка Дорошенко се предава, загубил социална подкрепа във връзка с протурската си външна политика. Отказва се от хетманския чин, заклева се във вярност на руския цар и е изпратен в Москва.

## Руско-турски войни
По време на Руско-турската война от 1676 – 1681 г., военните действия се водят почти изцяло на територията на Деснобрежна Украйна. През 1677 и на следващата година са проведени два похода към Чихирин, които завършват с оттеглянето на съюзните левобрежни и руски войски. След отстъплението си, през 1679 г. Иван Самойлович, със съдействието на руското правителство, започва насилствено преселване на казаците от Деснобрежна към териториите на Левобрежна и Слободска Украйна. Преселени са около 20 хиляди казашки семейства, а голяма част от напуснатите населени места са опожарени. С това, като административно-политическо образувание, Деснобрежна Украйна за известно време престава да съществува, но все пак пет от нейните полкове оцеляват.
През януари 1681 г. е подписан Бахчисарайският мирен договор, сключен между Москва, Турция и Кримското ханство. Границата между Турция и Русия се установява по река Днепър, Левобрежна Украйна се присъединява към Русия, а Деснобрежна остава турски протекторат. Днепровското Запорожие официално става независимо.
През 1683 г., малко преди поредната Руско-турска война, полските войски окупират територията на Деснобрежна Украйна, която отново става част от Жечпосполита. По-късно присъединяването ѝ е утвърдено с Карловицкия мирен договор от 1699 г., сключен между Османската империя и държавите от „Свещената лига“ – Свещената Римска империя, Венецианската република, Жечпосполита и Руската държава.
През 1684 г. полският крал Ян III Собиески възстановява автономията на Деснобрежна Украйна с определени граници на военно-административната администрация. Назначава за хетман Андрий Могила, който заема поста до 1689 г. Съставен е регистър, включващ 2000 казаци, които впоследствие активно участват във войната. Ян III Собиески се опитва да насели обезлюдения район, привличайки с обещания население от Волиния, Подолието и Молдова. Част от заселниците се преместват и от Левобережна Украйна. Това предизвиква негативната реакция на хетман Самойлович, който забранява преселването на левобережните казаци и селяни.
Деснобрежните полковници Семен Палий, Самийло Самус, Захар Искра и Андрий Абазин успяват да оборудват свои собствени полкове, с което спомагат за възстановяване на казачеството в областта. Към тях са добавени още два полка – Богуславски (1685 – 1712) и Фастовски (1685 – 1712), преименуван през 1702 г. на Белоцерковски. С общи усилия войските изтласкат шляхтата, която изповядва католицизма и се е появила на тази територия след 1679 г. Православната църква обаче се оказва в затруднено положение и до 1703 г. в Деснобрежна Украйна не съществува нито една православна епархия.

## Въстание на Палий
През 1699, след подписването на Карловицкия мирен договор, правителството на Жечпосполита премахва автономията на Деснобрежна Украйна и разпуска военните ѝ сили. Това става главната причина за избухването на казашко-селското въстание на Семен Палий през 1702 г., носещо още името Палиивщина и насочено срещу потисничеството на полската шляхта. По време на въстанието са възстановени Уманският (1702 – 1712) и Чихиринският (1704 – 1712) полкове. Ръководители са Семен Палий, Самийло Самус и Захар Искра.
В борбата срещу бунтовниците полският крал се обръща към Петър I за помощ. Руският цар не оказва ефективна помощ нито на една от страните, тъй като се опасява, че това може да попречи на основната му задача – борбата срещу Швеция. Хетманът на Левобрежна Украйна Иван Мазепа, опасявайки се, че въстанието е заплаха за господството на казашките старейшини и в Левобрежна Украйна, изпраща на Петър I поредица от доноси, в които обвинява Палий в съюз с шведския крал Карл XII и твърди, че лидерите на въстанието имат тайно споразумение с него.
Тъй като през 1700 г. избухва Великата северна война, Петър I не желае да разваля отношенията си със своя съюзник – полския крал Август II. Затова през 1704 г. разрешава на Мазепа да нахлуе в Деснобрежна Украйна и да потуши въстанието. През април областта е почти завладяна от Мазепа и той кани Палий да го посети за преговори. При пристигането му го арестува и го затваря в замъка на град Батурин, където военачалникът прекарва около година. След това Палий е прехвърлен в Москва и изпратен на заточение в Сибир. Мазепа успява да задържи Деснобрежна Украйна под своя власт до 1709 г., като заема поста хетман и на двата бряга.

## Отново в Жечпосполита
Когато през 1708 г., по пътя си към Москва, шведският крал Карл XII се отклонява към Украйна, Мазепа преминава на страната на шведите с надеждата да опази украинските земи от опустошение. Като следствие на този акт в Деснобрежна Украйна навлизат руски войски, но през 1711 г. Петър I се отказва от претенциите си към нейната територия.
В периода 1711 – 1714 г. Деснобрежна Украйна е под формалния контрол на Османската империя. През 1712 г. султан Ахмед III я прехвърля под контрола на Пилип Орлик, близък съратник на Мазепа, преминал на страната на шведите. Съгласно допълнителните членове към Адрианополския мир от 1713 г., през април на следващата година турският султан преотстъпва Деснобрежна Украйна на Жечпосполита, която веднага окупира територията ѝ. Съществуващите полкове са премахнати, а решението за това е взето от полския сейм още през 1712 г.
Заедно с възстановяването на полската власт започва и възстановяването на порядъка, съществувал на десния бряг до 1648 г. След ликвидирането на автономията и премахването на казашките войски, преобладаващото мнозинство от украинското селско население е разделено на свободни селяни, владетелски селяни и селскостопански работници. По-голямата част от поземления фонд, както и предадените за доживотно владение царски имоти са съсредоточени в ръцете на полско-литовските едри земевладелци. Те получават правото на наследствена собственост върху деснобрежните земи и правото самостоятелно да се разпореждат с тях. Тъй като територията е слабо населена, насърчават преселването на селяни от Волиния и Подолието в техните земи, освобождавайки новодошлите от всякакви задължения за срок до 30 години.
Религиозната и национална политика на властите на Жечпосполита и засилващият се процес на поробване на населението довеждат до появата на движението на хайдамаците – въоръжени отряди за борба срещу Жечпосполита. Напрежението между властта и населението достига най-високата си степен през периода 1730 – 1760, когато избухват три въстания – през 1734, 1750 и 1768 г., останали в историята с името Коливщина.
През 1793 г., в резултат на второто разделяне на Полша, Деснобрежна Украйна влиза в състава на Руската империя. Върху част от територията е създадена Брацлавска губерния, а през 1796 г. друга част е включена в Киевска губерния.